# 玉朝南
玉 朝南（オク・チョナム、朝鮮語: 옥조남、1918年2月16日 - 1997年7月26日）は、大韓民国の教授、実業家、政治家。第6代韓国国会議員。

## 経歴
平安南道順川生まれ、ソウルまたは慶尚南道統営出身。平壌公立中学校、山口高等学校文科、東京帝国大学法律学科卒。株式会社朝鮮ポンプ製作所重役、新興大学校・慶熙大学校法科大学教授、漢陽大学校政経大学講師、国家再建最高会議交逓委員会諮問委員、高等考試委員、民主共和党京畿第13区党委員長・国会対策委員、民主共和党所属の第6代国会議員を務めた。
1997年7月26日、持病によりソウル大病院で死去。享年79。